# Masalia lineata
Masalia lineata är en fjärilsart som beskrevs av Joannis 1910. Masalia lineata ingår i släktet Masalia och familjen nattflyn. Inga underarter finns listade i Catalogue of Life.